# Parque nacional marino Mahatma Gandhi
El parque nacional marino Mahatma Gandhi o Wandur es un parque nacional indio en las islas de Andamán. Ubicado a 29 km de Port Blair, el parque se extiende por 281,5 km² formados por 15 islas y las corrientes de mar abierto que recorren la zona. Hay una oportunidad de ecoturismo en las islas Jolly Buoy y Red Skin que están abiertos durante algunas temporadas ofreciendo barcos con fondo transparente, submarinismo y snorkel como una manera de acercarse a los arrecifes de coral del parque y su vida marina.

## Historia
El parque se creó el 24 de mayo de 1983 bajo la Ley de Protección de la Vida Salvaje de 1972 para proteger la vida marina tipo corales y tortugas marinas que hacen aquí sus nidos. Se colocó bajo la protección del Guardián jefe de la Vida salbaje del departamento forestal de las Islas Andamán y Nicobar. Las islas están deshabitadas aunque, en el censo de 1981, se reflejó una población de tres mil personas en ocho pueblos próximos.

## Islas
- Alexandra
- Bell
- Boat
- Chester
- Grub
- Hobday
- Jolly Buoy
- Malay
- Pluto
- Red Skin
- Riflemen
- Rutland (partes de ella)
- Snob
- Tarmugli (la isla mayor)
- Twins

## Ecosistemas
La mayor parte de los arrecifes de coral en el parque son del tipo arrecife bordeante o costero. La vegetación varía de una isla a otra. Sobre todo, se puede ver diferencia entre las islas turísticas que sufren mayor cambio antropocéntrico y otras que no lo padecen. Hay también algunas islas más aisladas o protegidas de los efectos del clima en la bahía de Bengala. Tarmugli, la isla mayor, está cubierta por espesa vegetación de manglar, playas de arena y árboles arrancados. Twins es un importante lugar de anidamiento de tortugas dentro del parque.